# Hermann Höfle
Hermann Johann Matthäus Höfle (12. září 1898, Augsburg – 9. prosince 1947, Bratislava) byl vyznamenaný veterán první světové války, válečný zločinec a důstojník Waffen-SS v hodnosti SS-Obergruppenführer und General der Waffen-SS und Polizei za druhé světové války. Nechvalně proslulým se stal poté, co velel německým okupačním vojskům, které zatlačily do hor Slovenské národní povstání.

## První světová válka
Hermann Höfle se narodil 12. září roku 1898 ve městě Augsburg v Bavorsku jako syn poštovního úředníka. Po absolvování základní školy nastoupil na humanistické gymnázium, kde později úspěšně odmaturoval roku 1916.
Krátce na to vstoupil do německé císařské armády v hodnosti Fahnenjunker (Kadet) a byl zařazen ke královskému bavorskému 8. pěšímu pluku "Velkovévoda Fridrich II. Bádenský" (8.Infanterie-Regiment “Großherzog Friedrich II von Baden”), který spadal pod 8. královskou bavorskou pěší brigádu (8. Königlich Bayerische Infanterie-Brigade) generálmajora Karla von Reck. Se svojí jednotkou se následně účastnil bojů na západní frontě.
Zde však zůstal pouze do konce srpna téhož roku, poněvadž byl přeřazen k 31. leteckému oddílu bavorského armádního letectva (Bayerische Flieger-Abteilung Nr. 31), kde se po následném výcviku stal leteckým pozorovatelem dělostřelectva. V první polovině roku 1917 byl povýšen do hodnosti Fähnrich (Praporčík) a k počátku října téhož roku do hodnosti Leutnant (Poručík). Ke konci války ještě stihl absolvovat vojenskou školu. Během války byl několikrát těžce raněn a podařilo se mu za své zásluhy získat oba stupně pruského železného kříže a několik dalších vyznamenání (viz níže).

## Poválečné období
Se skončením první světové války a následné nucené demobilizaci byl propuštěn z armády a vstoupil k počátku března roku 1919 do nově se formujících polovojenských oddílů Freikorps, kde byl přidělen ke skupině Freikorps von Epp pod velením plukovníka, pozdějšího generála a člena sněmu Franze von Epp. S jednotkou se následně účastnil potlačení socialistických jednotek Bavorské republiky rad na přelomu dubna a května roku 1919.
Höfleho jednotka je během října téhož roku začleněna do Reichswehru a rozšířena na 21. brigádu pod Eppovým velením. O rok později byla brigáda rozšířena a přeměněna na 7. divizi pod velením generála Arnolda von Möhl. Zde se Höfle seznamuje s budoucím velitelem jednotek Sturmabteilung, kapitánem Ernstem Röhmem a stává se jeho pobočníkem.
V listopadu 1923 se účastnil jako člen vojenského spolku "Reichskriegsflagge" mnichovského pivního puče. Po jeho neúspěchu je Röhm zatčen, ale Höfle zůstává dále v armádě.
K 1. dubnu roku 1925 je povýšen do hodnosti Oberleutnant (Nadporučík) a 25. listopadu téhož roku se žení se svojí přítelkyní Elisabeth Schäferovou, se kterou má později dvě dcery.
Roku 1930 složil zkoušku z tlumočnictví ze španělštiny a o rok později se stal velitelem 16. roty u 19. bavorského pěšího pluku (Bayerisches Infanterie-Regiment Nr. 19) ze 7. divize nyní pod velením pozdějšího polního maršála, generálporučíka Wilhelma von Leeb. Následně ještě sloužil již v hodnosti kapitána (Hauptmann) u 7. motostřeleckého oddílu (Kraftfahrer-Abteilung Nr. 7) z téže divize.
Roku 1932 získal diplom z tlumočnictví ze španělštiny a k 15. červnu téhož roku se stal učitelem taktiky na vojenské akademii v Berlíně
Z Reichswehru byl nakonec propuštěn jako Major der Reserve (Major v záloze) dne 31. července, 1934. Po svém propuštění vstoupil v srpnu téhož roku do jednotek NSKK a byl jmenován vedoucím pobočky v Mnichově.

## Druhá světová válka
Z počátku války sloužil u jednotek NSKK, kde působil jako vysoký velitel, než dne 1. července roku 1943 vstoupil do SS v hodnosti SS-Gruppenführer. Dne 15. září roku 1943 byl jmenován policejním velitelem ve středním Německu (Höhere SS und Polizeiführer Mitte). Zde setrval až do 5. října roku 1944, kdy byl vystřídán SS-Obergruppenführerem Rudolfem Quernerem. Poté mu byla přidělena funkce velitele SS a policie na území Slovenska, kde vystřídal SS-Obergruppenführera Gottloba Bergera. V této funkci zůstal až do konce války.
SS-Obergruppenführer Höfle byl strůjcem tvrdého zásahu proti účastníkům Slovenského národního povstání. Jednotky Waffen-SS spolu s Pohotovostními oddíly Hlinkovy gardy se podílely na největších represáliích na slovenském obyvatelstvu. Po vojenské porážce SNP uspořádal oslavu v centru SNP Bánské Bystrici, na níž se účastnili i představitelé Slovenského státu v čele s prezidentem Jozefem Tisem. Höfle a další příslušníci SS zde obdrželi vysoká slovenská vyznamenání.
Hermann Höfle se jako válečný zločinec zodpovídal společně s německým velvyslancem na Slovensku Hannsem Ludinem před Národním soudem v Bratislavě, kde byli také oba dva odsouzeni k trestu smrti a dne 9. prosince roku 1947 popraveni oběšením.

## Shrnutí vojenské kariéry

### Data povýšení
- Fahnenjunker – 31. srpen, 1916
- Fähnrich – 1917
- Leutnant – 1. říjen, 1917
- Oberleutnant – 1. duben, 1925
- Hauptmann – květen, 1931
- Major der Reserve – červenec, 1934.
- NSKK-Standartenführer – srpen, 1934 (vstoupil do NSKK s touto hodností)
- NSKK-Oberführer – 20. duben, 1935
- NSKK-Brigadeführer – 30. leden, 1936
- NSKK-Gruppenführer – 6. září, 1937
- NSKK-Obergruppenführer – 30. leden, 1939
- SS-Gruppenführer und Generalleutnant der Polizei – 1. červenec, 1943 (vstoupil do SS s touto hodností)
- SS-Obergruppenführer und General der Waffen-SS und Polizei – 20. duben, 1944

### Významná vyznamenání
- Krevní řád (1491. držitel) – 9. listopad, 1933
- Pruský železný kříž I. třídy (První světová válka)
- Pruský železný kříž II. třídy (První světová válka)
- Spona k železnému kříži I. třídy – 1944
- Spona k železnému kříži II. třídy – 13. říjen, 1944
- Válečný záslužný kříž I. třídy s meči
- Válečný záslužný kříž II. třídy s meči
- Válečný záslužný kříž I. třídy bez mečů
- Válečný záslužný kříž II. třídy bez mečů
- Slovenský válečný vítězný kříž I. třídy s meči – prosinec, 1944
- Španělský kříž ve zlatě s meči
- Bavorský válečný záslužný řád IV. třídy s meči (První světová válka)
- Odznak za zranění ve zlatě (První světová válka)
- Bavorská zlatá svatební jubilejní medaile (První světová válka)
- Bavorský odznak leteckého pozorovatele (První světová válka)
- Železný čestný štít XI. leteckého okresu
- Sudetská pamětní medaile se sponou Pražský hrad
- Kříž cti
- Civilní odznak SS
- Čestný prsten SS